# 欧热尼奥·巴罗斯州长市
欧热尼奥·巴罗斯州长市是巴西马拉尼昂州的一个市镇。总面积816.952平方公里，总人口15855人，人口密度19.4人/平方公里。